# 遂翁元盧
遂翁元盧（すいおう げんろ、享保2年（1717年） - 寛政元年12月20日（1790年2月3日））は江戸時代中期の臨済宗妙心寺派の僧。白隠慧鶴の弟子で、静岡県沼津市松蔭寺住職を継いだ。俗姓名は不明。前号は慧牧。浮島老師（翁）とも称した。諡号は宥恵妙顕禅師。
東嶺円慈、大休彗昉、霊源彗桃と並び白隠門下四天王の一人で、特に東嶺との二人は二神足と称される。二人は「大器（機）遂翁、繊細東嶺」と形容されるが、書画には正反対の性質が表れることが指摘される。坐禅、読経を行わず、人付き合いを避け、飲酒、書画、囲碁を好む風狂な人物であったとされる。

## 生涯
遂翁についてまとまって記された史料は『荊棘叢談』が唯一である。白隠下四世妙喜宗績が天保14年（1843年）刊行した白隠門人等についての逸話集で、後世の遂翁に関する記述は専らこれに基づく。いわゆる『白隠年譜』『東嶺年譜』にも断片的に遂翁に関する記事があり、信頼性ではこちらが勝る。

### 慧牧時代
享保2年（1717年）下野国に生まれた。白隠門下に入るまでの経歴は全く不明である。大名庶子のため身元を隠していたという説もあるが、特に根拠が示されているわけではない。延享3年（1746年）、駿河国原宿（沼津市原）の松蔭寺を訪れ、白隠慧鶴の門下に入った。当初は慧牧と号した。
白隠に20年間師事する間、松蔭寺から30里余り離れた葦原西青島（藤枝市上青島か）に庵を構えた。『荊棘叢談』では、禅室には深夜にのみ訪れて人前には姿を見せず、また松蔭寺には講会の日に現れて直帰するのみで、白隠が侍者を以って呼び止めても応じなかったという。
一方『白隠年譜』草稿によれば、宝暦5年（1755年）、東嶺が龍津寺で維摩経を説いた際、慧牧が知客を務め、石見浜田藩主・松平康福を応接している。また、宝暦8年（1758年）春にも、愚堂東寔百年忌に当たり白隠が美濃国神戸村（岐阜県安八郡神戸町神戸）瑠璃光寺に招かれた際、門人が反対したため、貫宗慧林の提案で遂翁が取り仕切っている。一行は美濃、伊勢、尾張の各所の寺を回って帰国した。『荊棘叢談』では、桑名宿天祥寺（現在埼玉県行田市に移転）での説法からの帰途、七里の渡しの舟が逆風を受けて転覆し、遂翁含め全乗客が海に沈んだが、遂翁は手で抱えられるが如く浮上し、釣り舟に救けられたという逸話を載せる。
白隠の老衰に伴い、白隠とその門下の間では早くから後継者問題が立ち上がっていた。筆頭弟子の東嶺円慈が有力であったものの、反対派の存在により紛糾し、長らく後継が決まらない状態にあった。明和元年（1764年）白隠が傘寿を迎えるにあたり、東嶺が信頼の置け、後継者争いの埒外にあった遂翁を推挙する形で決着し、2月15日の大応録会において正式に決定された。

### 遂翁時代
同年4月に京妙心寺に登板し、遂翁元盧と号した。初めは酔翁と号したが、妙心寺塔頭養源院院主の意見で遂翁と改めたという。転版式の後大坂に遊び、12月に帰国した。一旦は松蔭寺に住んだが、白隠との同居を厭い、翌年には庵原観音院に退居した。
同年白隠の江戸行の際、遂翁も東嶺、霊源と共に大磯宿まで見送りに出、鎌倉を経て江戸至道庵に寓居した。白隠の病の知らせを受けると、遂翁単独で見舞いに参じている。明和6年（1769年）、遂に白隠が病死すると、遂翁はこれを看取って松蔭寺に身を落ち着けた。しかし、教えを請う人がいると東嶺を訪ねるよう勧め、東嶺、大休、霊源等が人と会うよう説得を行った。
安永3年（1774年）8月、白隠の七回忌に当たって参詳語要を説き、ようやく初めての説法を行った。以降勢力的に活動し、天明4年（1784年）の十七回忌では松源録を説き、その他浜松新橋村（浜松市中央区新橋町）大通院で人天眼目、興津宿（静岡市清水区興津）清見寺で碧巌録を説いている。
この期の遂翁には弟子も大勢集った。『荊棘叢談』には琉球から来た僧との逸話が記される。遂翁は僧に隻手の声を示したが、3年後帰国の期日に及んでも悟りに至らなかった。7日座禅せよというが悟らない。また7日与えるも変わらない。「古人、得道を三七日の内においてす」として更に7日与えても悟らなかった。更に5日与えたが悟らない。ついに「三日の後いまだ徹了せずんば、即ち死し去れ」と言い放ち、僧は身命を放って座禅し、3日後大悟に至ったという。
沼津宿（沼津市幸町）永明寺で五祖録を説いた後病を発した。寛政元年（1789年）夏、峨山慈棹が江戸湯島（東京都文京区湯島）麟祥院で碧巌録を提唱するに応じ、周囲の反対を押し切り病を押して出向いた。帰途暑さに倒れ、7月に松蔭寺に戻ってからは病床に臥し、12月20日（1790年2月3日）側臥位のまま死去した。遺偈は「仏祖を欺瞞すること七十三歳、末後の一句、什麼（なん）ぞ什麼（なん）ぞ。喝。」
松蔭寺は豊後国出身の門弟春叢紹珠が継いだ。

## 著作
遂翁の書画は静岡県下をはじめ各地の寺院、図書館に豊富に残されているが、著書は乏しい。
『宝蔵万蔵塒』は寛政元年（1789年）に行われた最期の仮名法語の草稿である。松蔭寺に自筆本が残り、『白隠和尚全集』第8巻に翻刻された。
『白隠和尚行状』は白隠の略記を漢文体で綴った短い文章である。天保13年（1842年）刊『駿河雑誌』43巻に採録された。昭和37年（1962年）陸川堆雲が『駿河雑誌』より書き抜いた写本が駒澤大学図書館に残る。
国立国会図書館には松蔭舎遂翁編『詞枝折』なるものの写本がある。
著書に『浮島老師熊野夜話』が挙げられることもあるが、詳細不明。明治18年（1885年）長野県北佐久郡小諸町土屋善兵衛より『遂翁和尚説法』が刊行されている。内容は仮名法語である。